# Арбенев, Иоасаф Иевлевич
Иоасаф Иевлевич Арбенев (1742 — 1808) — российский военачальник, генерал от инфантерии, командир лейб-гвардии Измайловского полка, участник русско-шведской войны 1788—1790 годов. Устроитель имения Караул.

## Биография
Начальное образование получил в гимназии при Московском университете. В военную службу вступил в 1758 году в лейб-гвардии Преображенский полк. В 1774 году произведён в подполковники и в 1778 году — в полковники. С 1784 года числился премьер-майором лейб-гвардии Измайловского полка. В 1786 году получил чин генерал-майора, с 1794 года был генерал-поручиком.
10 апреля 1789 года получил в командование сводный гвардейский отряд (первые батальоны и гренадёрские роты лейб-гвардии Преображенского, Семёновского и Измайловского полков), направленный на усиление действующей против шведов в Финляндии армии. Отличился в сражениях 14 июля 1789 года при Утти и 27 июля 1789 года при ручье Питто. 26 ноября 1789 года награждён орденом Св. Георгия 4-го класса (№ 682 по списку Григоровича—Степанова). Затем находился при галерном флоте и был в сражениях под Выборгом. По окончании военных действий вернулся в Санкт-Петербург.
7 ноября 1796 года назначен заведующим лейб-гвардии Измайловского полка (фактически исполнял обязанности полкового командира), также он был шефом одного из батальонов этого полка. 8 февраля 1798 года вышел в отставку с производством в генералы от инфантерии. Среди прочих наград имел ордена Св. Анны 1-й степени и Св. Владимира 2-й степени.
Скончался 4 мая 1808 года в Санкт-Петербурге. Похоронен на кладбище Александро-Невской лавры.

## Личная жизнь

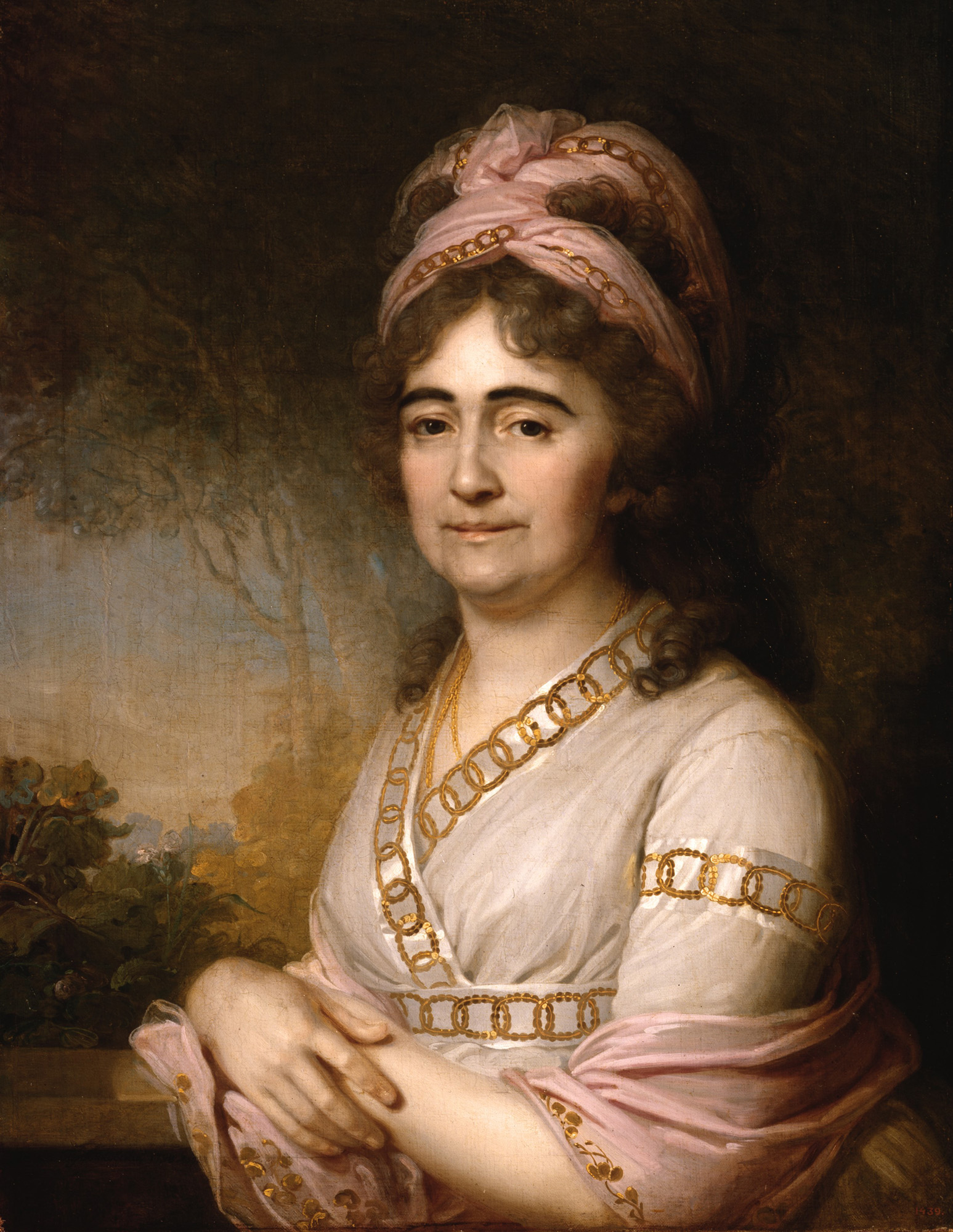
Марфа Ивановна Арбенева

Жена —  Марфа Ивановна Козлова (27.02.1741—14.01.1804), дочь сенатора И. И. Козлова и тетка слепого поэта Козлова. По словам Ф. Ф. Вигеля, в свое время в Петербурге Арбеневых знал каждый. Супруги прославились своими странностями, а смертью своею несколько времени оставили в обществе пустоту. Манеры «честного и доброго» старика Арбенева несколько отзывались фрунтом и от того должны были казаться странными в гостиных. В Марфе Ивановне же смешным казалось то, что наперекор природе, она хотела оставаться молодою и (несмотря на свои преклонные года) очень любила молодиться и краситься для того только, чтобы лучше понравиться мужу, с которым они жили, как голубки.
Их собственный дом на Малой Морской почитался как место, где высший петербургский круг встречался с второстепенным и даже с третьеклассным обществом. «Во извинение себе знатные говорили, что ездят посмеяться, а если бы сказали правду, то для того, чтобы повеселиться, — сообщает Вигель. — Всякий вечер, что хозяева не на званом бале, у них самих незваный бал: наедет молодежь, дом набьется битком, всё засмеётся, всё запляшет; правда, говорят, зажгутся сальные свечи, для прохлады разнесется квас; уже ничего прихотливого не спрашивай в угощении, но зато веселье, самое живое веселье, которое, право, лучше одной роскоши». В доме Арбеневых бывали граф А. С. Строганов, драматург А. Я. Княжнин и поэт Г. Р. Державин, посвятивший хозяйке «Экспромт» («Ну же, Муза! ну ну ну!»). Столь широкая барская жизнь Арбеневых значительно уменьшила их небольшое состояние и привела к тому, что их дети и внуки удалились в провинцию. Марфа Ивановна умерла от чахотки в январе 1804 года и была похоронена в Александро-Невской лавре. 
Дети:
- Иван (1774—27.01.1804), умер «от горячки» в чине генерал-лейтенанта, похоронен рядом с матерью.
- Пётр (03.05.1775— ? ), камергер императора Павла (1799), впоследствии тамбовский помещик; от брака с Авдотьей Николаевной Вельяминовой (1784—11.08.1831[4], племянницей Жуковского) имел двух сыновей Ивана и Дмитрия, и двух дочерей — Марию, замужем с 9 октября 1829 года[5] за В. А. Норовым,  и Наталию (1809—1900), выданную замуж за основоположника славянофильства И. В. Киреевского.
- Екатерина (07.11.1779[6]— ?)